# Frédéric Guédon
Ne doit pas être confondu avec Frédéric Guesdon.
Pour les articles homonymes, voir Guédon.
Frédéric Guédon (né le 12 juillet 1962 à Bordeaux) est un coureur cycliste français, professionnel en 1988 dans l'équipe CLAS,,.
Il ne doit pas être confondu avec Frédéric Guesdon, cycliste professionnel de 1995 à 2012.

## Palmarès
- 1984
  - 2e du Tour du Béarn
- 1985
  - 3e de la Ronde du Pays basque
  - 3e du championnat d'Aquitaine
- 1986
  - 2e du Circuit de la Chalosse
  - 2e de Tarbes-Sauveterre
  - 2e du Tour du Béarn
- 1987
  - Tour de la Bidassoa
  - 2e de la Santikutz Klasika
  - 4e du Tour de Navarre